# 八条上杉家
八条上杉家（はちじょううえすぎけ）は、上杉氏の諸家のひとつ。二橋上杉氏とも。
二橋上杉家・上杉朝定の実子・朝顕を氏祖とする。室町時代には京都壬生に拠点を置き、室町幕府の足利将軍家に仕えた。越後国鵜川荘などを領していた。
享徳の乱では山内・越後上杉氏らと共に五十子に在陣している。
戦国時代になると越後国に下り、八条龍松を上杉房能の養子とするなどして越後への政治的介入を強めたが、その過程で越後守護代長尾氏と対立するようになる。永正3年（1506年）に長尾能景が般若野の戦いで戦死し、跡を長尾為景が継ぐと、両者の対立は表面化し、越後永正の乱では八条尾張守・龍松父子や八条成定が自害に追い込まれるなどして、大きな打撃を受けた。
近年の研究では、戦国時代に現れる琵琶島氏は八条上杉氏とみられている。

## 歴代当主
- 惣領（号中務大輔）　※より右の人物は偏諱（1字）を与えた室町幕府の将軍。
  - 上杉朝顕（八条朝顕）
  - 上杉満朝（八条満朝） - ※足利義満
  - 上杉満定（八条満定） - ※足利義満
  - 上杉持定（八条持定） - ※足利義持
  - 上杉成定（八条成定） - ※足利義成

- 庶子
  - 八条能重（伊予守）
  - 八条房孝（尾張守）
  - 八条房繁（近江守）